# Aphalonia monstrata
Aphalonia monstrata är en fjärilsart som beskrevs av Józef Razowski 1984. Aphalonia monstrata ingår i släktet Aphalonia och familjen vecklare. Inga underarter finns listade i Catalogue of Life.